# Fanfára
Fanfára je krátká hudební skladba užívaná nejčastěji pro slavnostní účely, která je obvykle hrána na žesťové hudební nástroje. Může jít například o znělku, tedy úvodní hudební skladbu tzv. intrádu, případně o skladbu určenou k přivítání, hrané obvykle při příchodu významné osoby (kupříkladu hlava státu či vzácná státní návštěva apod.).
Speciálním případem jsou fanfáry hrané jakožto slavnostní ukončení nějaké společenské akce, například lovecké halali troubené na lovecké rohy na závěr honu nebo lovu.

## Varovné fanfáry
Jakožto fanfáry se často označují a varovná troubení – například signál hoří!, které vydávají hasičské houkačky a klaksony, které jsou pak, v přeneseném slova smyslu také označovány za slovem fanfáry.

## Příklady známých fanfár
- Fanfáry z opery Libuše Bedřicha Smetany – užívají se při příchodu prezidenta České republiky (dříve prezidenta Československa).